# 色花棘豆
色花棘豆（学名：Oxytropis dichroantha），为豆科棘豆属下的一个植物种。